# 罗兰·布吕克纳
罗兰·布吕克纳（德語：Roland Brückner，1955年12月14日—），德国前男子竞技体操运动员。他曾参加1976年和1980年两届夏季奥运会，共收获一枚金牌、一枚银牌和三枚铜牌。